# Nella casa di Flambards
Nella casa di Flambards (Flambards) è una miniserie televisiva britannica in 12 puntate trasmesse per la prima volta nel 1979. La serie è basata sulla trilogia di romanzi di Flambards (Estate a Flambards, Caccia alla volpe e Sulle ali del vento) dell'autore K. M. Peyton, pubblicata tra il 1967 e il 1969.
Come i libri, anche la miniserie è ambientata poco prima, durante e dopo la prima guerra mondiale e racconta dell'adolescente ereditiera orfana Christina Parsons che va ad abitare a Flambards, una tenuta nell'Essex di proprietà del suo paralizzato e tirannico zio, William Russell, e dei suoi due figli, Mark e Will Russell.

## Trama
Rimasta vedova a soli 21 anni, durante la prima guerra mondiale, Christina Parsons ritorna a Flambards con la speranza di trovare in quel luogo a lei tanto caro, una nuova ragione di vita. A Flambards tutto è silenzio. Vuote le stalle e i canili, abbandonate le colture, la vecchia casa padronale va lentamente in rovina. Davanti a questo desolante scenario Christina torna ad essere la fanciulla dolce ma volitiva di un tempo. Come sappia ritrovare la perduta felcità e ridare a Flambards, con l'aiuto di due lavoranti e di un prigioniero di guerra tedesco, il primitivo splendore, K.M. Peyton ce lo racconta in questa bellissima Estate a Flambards.

## Personaggi e interpreti
- Christina Parsons, interpretata da Christine McKenna.
- Mary, interpretata da Rosalie Williams.
- Mark Russell, interpretato da Steven Grives.
- Fowler, interpretato da Frank Mills.
- William Russell, interpretato da Alan Parnaby.
- Joe, interpretato da David Huscroft.
- Dick Wright, interpretato da Sebastian Abineri.
- Dorothy, interpretata da Carol Leader.
- Zio Russell, interpretato da Edward Judd.
- Zia Grace, interpretata da Olive Pendleton.
- Mr. Dermot, interpretato da Anton Diffring.
- Dottor Porter, interpretato da Michael Macowan.

## Produzione
La miniserie fu prodotta da Yorkshire Television  Le musiche furono composte da David Fanshawe.

### Registi
Tra i registi sono accreditati:
- Lawrence Gordon Clark in 4 episodi (1979)
- Michael Ferguson in 4 episodi (1979)
- Leonard Lewis in 3 episodi (1979)
- Peter Duffell in 2 episodi (1979)

### Sceneggiatori
Tra gli sceneggiatori sono accreditati:
- K.M. Peyton in 12 episodi (1979)
- Alex Glasgow in 4 episodi (1979)
- William Humble in 4 episodi (1979)
- Alan Plater in 4 episodi (1979)

## Distribuzione
La serie fu trasmessa nel Regno Unito dal 2 febbraio 1979 al 20 aprile 1979 sulla rete televisiva Independent Television. In Italia è stata trasmessa con il titolo Nella casa di Flambards. Nel 1980 fu trasmessa dalla televisione americana PBS che tagliò la serie da 13 puntate a 12 combinando le prime due puntate in una sola.
Alcune delle uscite internazionali sono state:
- nel Regno Unito il 2 febbraio 1979 (Flambards)
- in Svezia il 17 giugno 1984
- in Italia (Nella casa di Flambards)